# Personnel de hall
 (juillet 2020).
Si vous disposez d'ouvrages ou d'articles de référence ou si vous connaissez des sites web de qualité traitant du thème abordé ici, merci de compléter l'article en donnant les références utiles à sa vérifiabilité et en les liant à la section « Notes et références ».
Le personnel de hall, également nommé « services du hall », est une branche de métiers dans l'industrie hôtelière, dont les fonctions sont l’accueil des clients dans le hall d’un établissement hôtelier.  
C'est ainsi que ces employés ont la charge de porter les bagages des clients, de garer leurs véhicules, d'effectuer des courses à l'extérieur de l'établissement, et de renseigner la clientèle.
Le personnel de hall assure également la surveillance des accès et la sécurité des biens et des personnes.

## Dans quelle conditions générales s'exerce cette profession?
Ces métiers s'exercent le plus souvent dans les hôtels de luxe, grands hôtels, palaces, sous la direction du concierge.
Cette activité professionnelle donne lieu à un contact permanent avec la clientèle, implique une station debout prolongée et de fréquentes allées et venues à l'intérieur ou à l'extérieur de l'établissement. Les horaires varient souvent, comportent ou non des interruptions, impliquent le travail les dimanches et jours fériés et sont organisés en roulement. La rémunération est souvent constituée d’un minimum garanti, complété par la répartition des pourboires et peut être associée à des avantages en nature (repas, logement, etc.). Les contrats saisonniers sont fréquents dans certaines régions. Le port d'un uniforme est réglementé par l'établissement.

## Formation
Cette fonction est accessible sans conditions particulières de formation ou d'expérience préalables, la formation est prise en charge par l'hôtel.
Ces employés évoluent parfois vers le poste de concierge.

## Métiers
Si aujourd'hui beaucoup d'hôtels, notamment dans les catégories trois étoiles ou quatre étoiles, font cumuler plusieurs fonctions à un seul employé, nommé le plus souvent chasseur-bagagiste, les établissements de prestige et les palaces distinguent les fonctions suivantes :
- Groom : employé du hall souvent débutant, chargé de porter le courrier, les paquets, journaux, etc. aux résidents de l'hôtel, d'ouvrir la porte d'entrée aux clients (ou de la faire tourner dans le cas d'une porte tambour). Le mot Groom est utilisé surtout en Europe Francophone.
- Chasseur : employé du hall chargé d'effectuer des courses à l'extérieur de l'hôtel, pour les clients ou sa direction. Il peut être amené à assister le concierge.
- Bagagiste : il est chargé de réceptionner les bagages des clients, de les transporter à l'intérieur de l'établissement, et au besoin de les entreposer dans la bagagerie.
- Voiturier : il est chargé de l'accueil des clients à l'entrée de l'établissement (les salue, ouvre les portières, sort les bagages du coffre...), de garer leurs véhicules, ainsi que de héler des taxis à leur demande (dans le cas d'un hôtel situé dans une grande ville).

Ces employés sont sous la direction du Chef Concierge (leur chef de service) et des concierges. Il existe parfois une hiérarchie interne (chef voiturier, chef bagagiste...)